# Бриффи

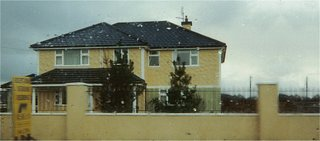
Дом в Бриффи

Бриффи (Брахуи; англ. Breaffy /ˈbreɪfiː/; ирл. Breachmhaigh, «долина волков») — деревня в Ирландии, находится в графстве Мейо (провинция Коннахт). Население — 1 693 человека (по переписи 2006 года).